# Hyllus tuberculatus
Hyllus tuberculatus är en spindelart som beskrevs av Wanless, Clark 1975. Hyllus tuberculatus ingår i släktet Hyllus och familjen hoppspindlar. Inga underarter finns listade i Catalogue of Life.